# Paradise for Two (1927)
Paradise for Two is een Amerikaanse filmkomedie uit 1927 onder regie van Gregory La Cava. De film is wellicht zoekgeraakt.

## Verhaal
De vrolijke vrijgezel Steve Porter kan aanspraak maken op een groot fortuin op voorwaarde dat hij eerst trouwt. Hij besluit een revuedanseresje in te huren om zich voor te doen als zijn vrouw. Uiteindelijk wordt hij echt verliefd op haar.

## Rolverdeling
| Acteur          | Personage    |
| --------------- | ------------ |
| Richard Dix     | Steve Porter |
| Betty Bronson   | Sally Lane   |
| Edmund Breese   | Oom Howard   |
| George Beranger | Maurice      |
| Peggy Shaw      |              |